# Chef-d'œuvre (compagnonnage)

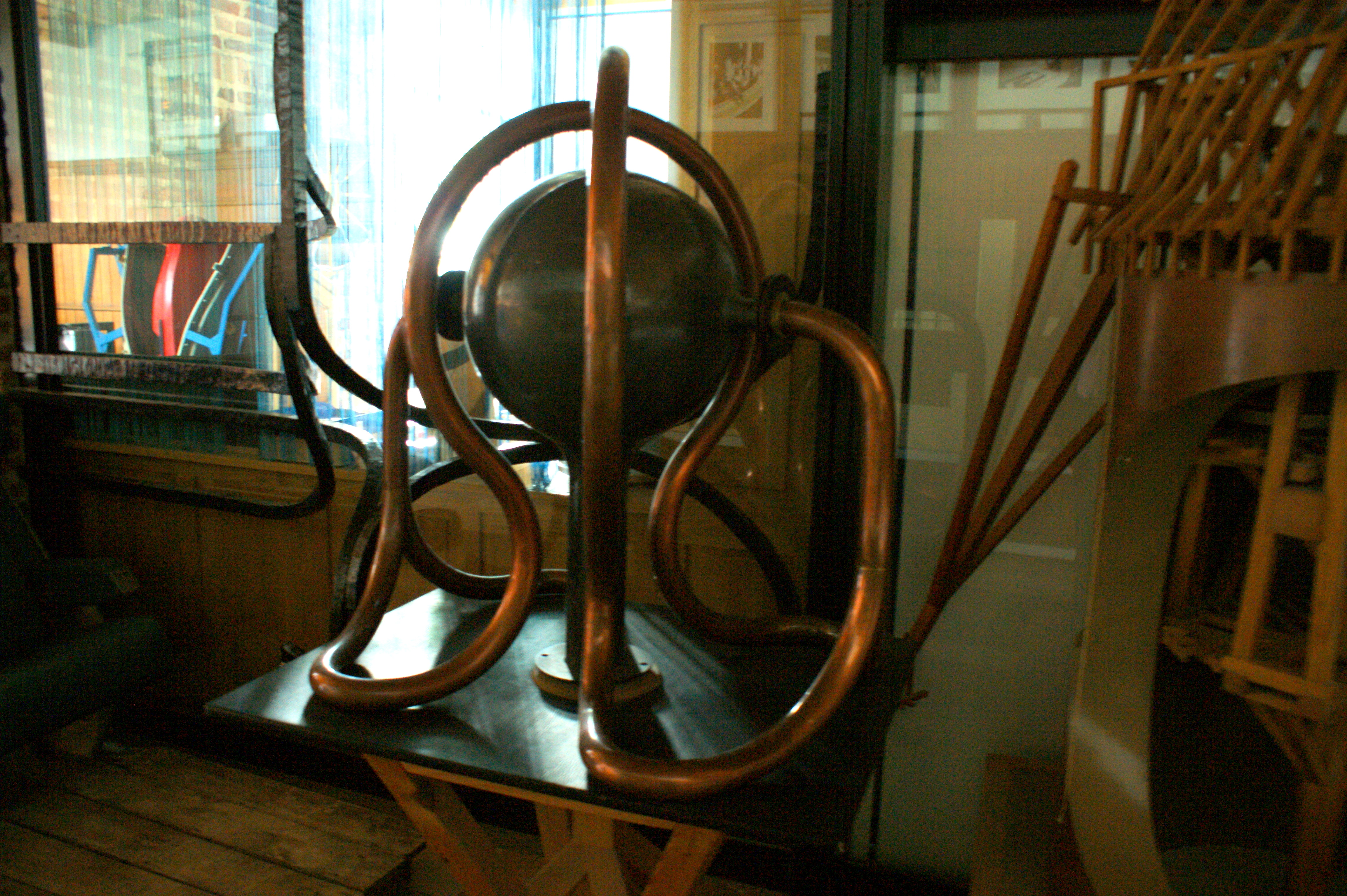
Chef-d'œuvre de plomberie à la maison des compagnons du Devoir de Villeneuve-d'Ascq

Le chef-d'œuvre en compagnonnage est l'œuvre, en France, que réalise un compagnon du Devoir. De nos jours, les compagnons utilisent plutôt le mot travail d’adoption pour devenir aspirant ou travail de réception pour devenir compagnon. Il réunit toutes les difficultés tant dans le dessin (le trait) que dans le travail des matériaux. 

## Chef-d'œuvre individuel
Le chef-d'œuvre, qui existe depuis le Moyen Âge et fut rendu obligatoire au XVe siècle, est l'œuvre imposée à un apprenti-compagnon pour pouvoir passer maître en devenant compagnon-fini. Il ne pouvait être commencé qu'après 7 ans d'apprentissage et son Tour de France achevé. 

Alimentation
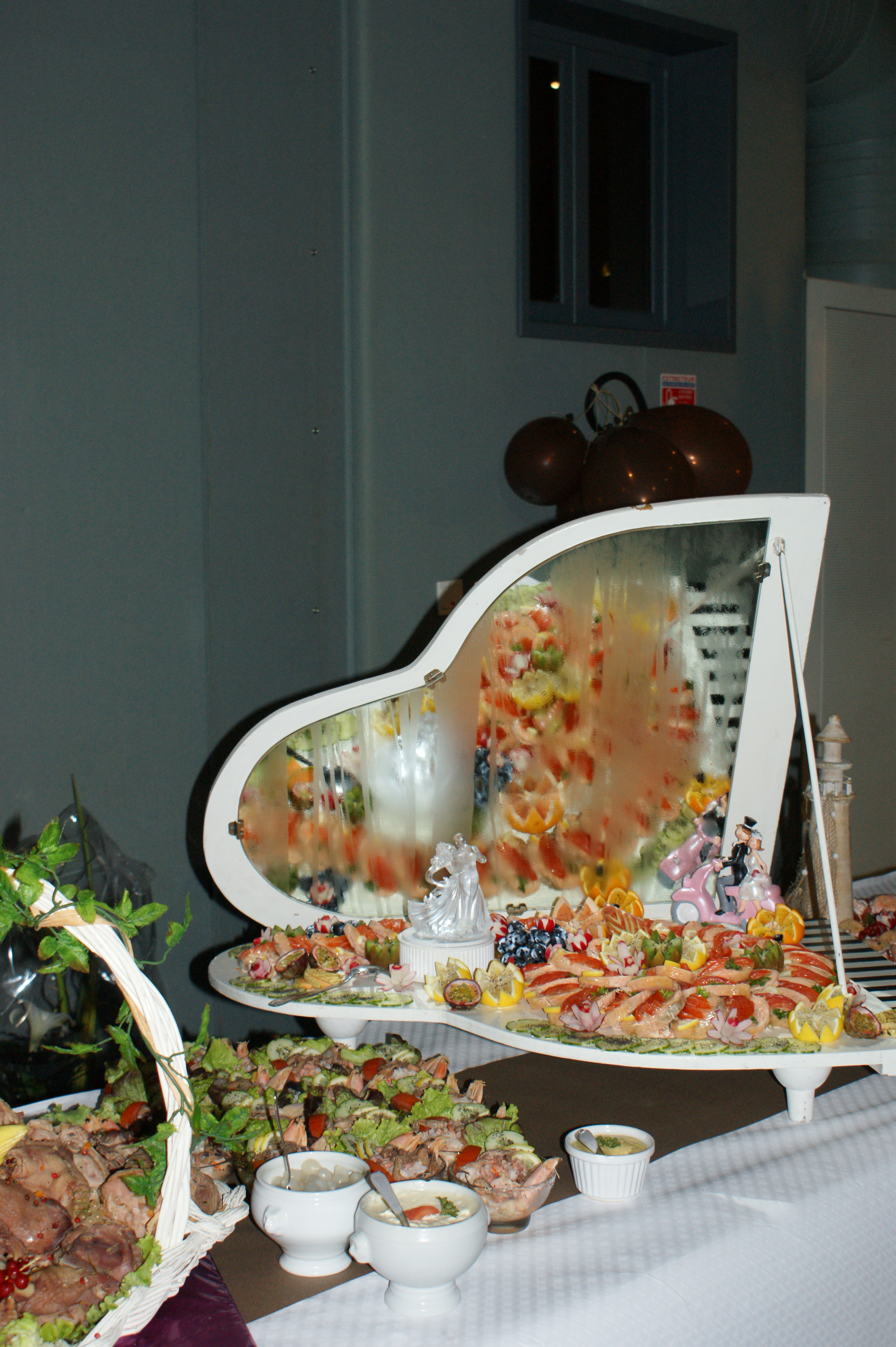
Buffet de la mer
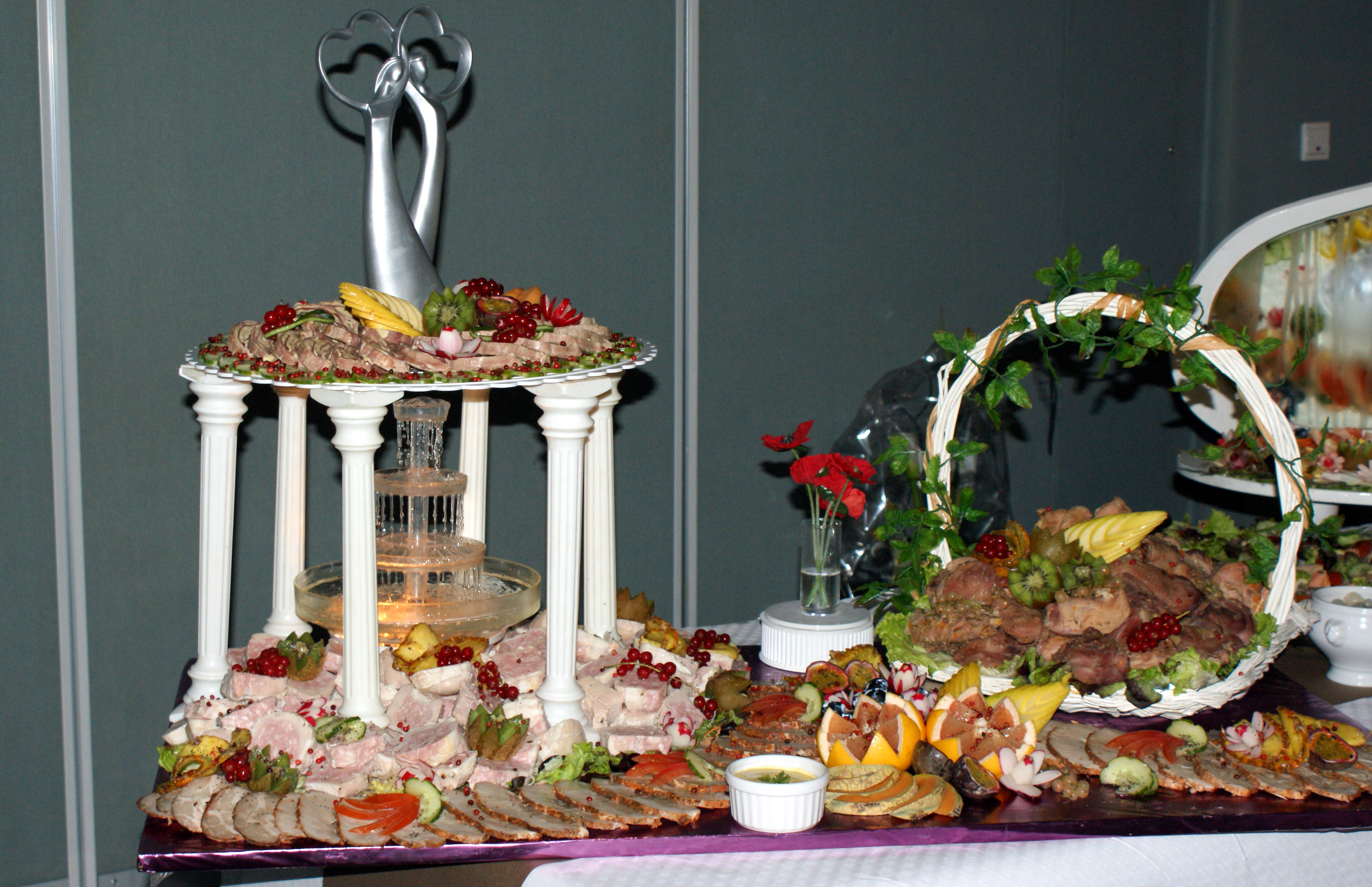
Buffet charcutier
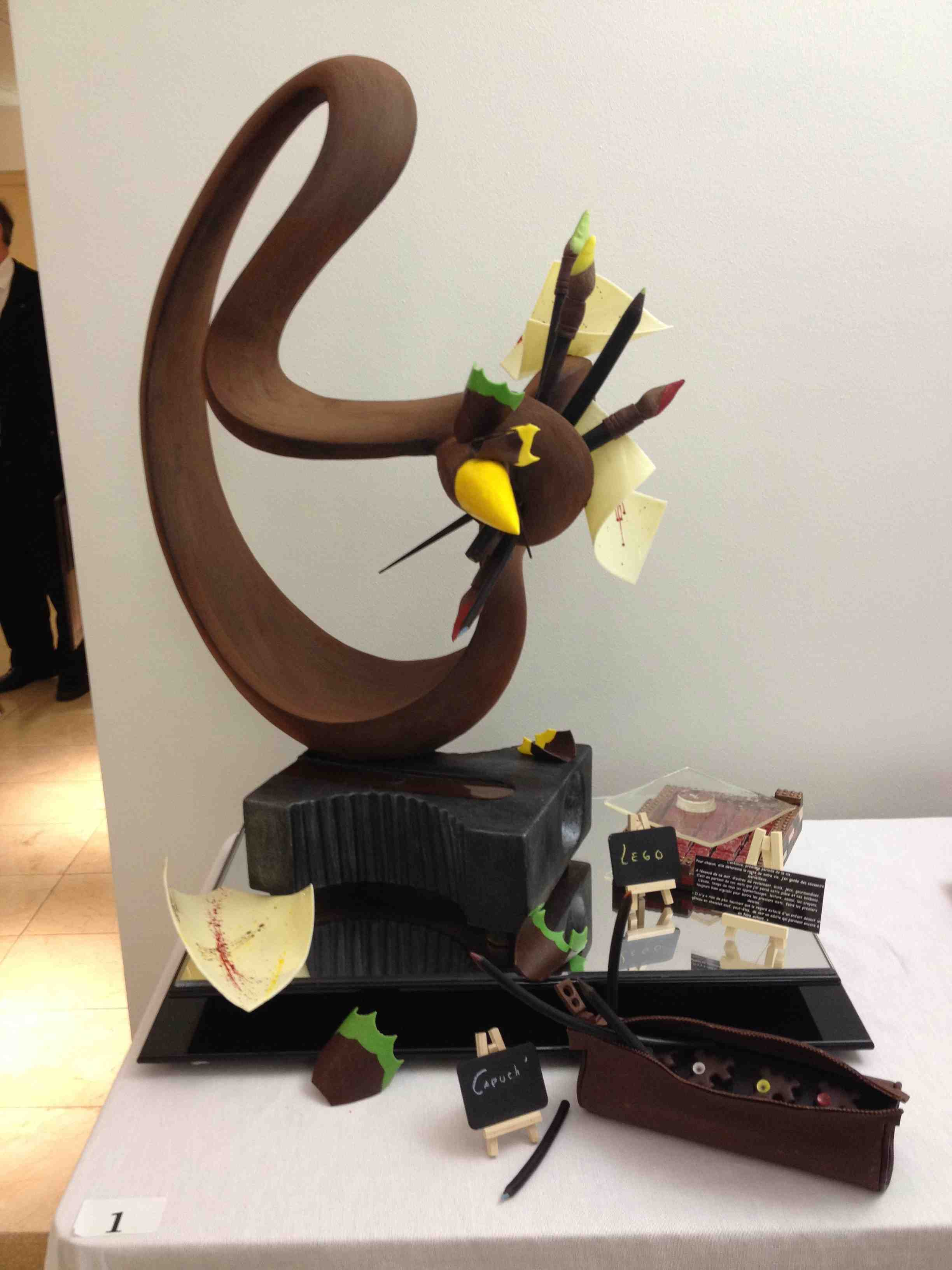
Chocolat
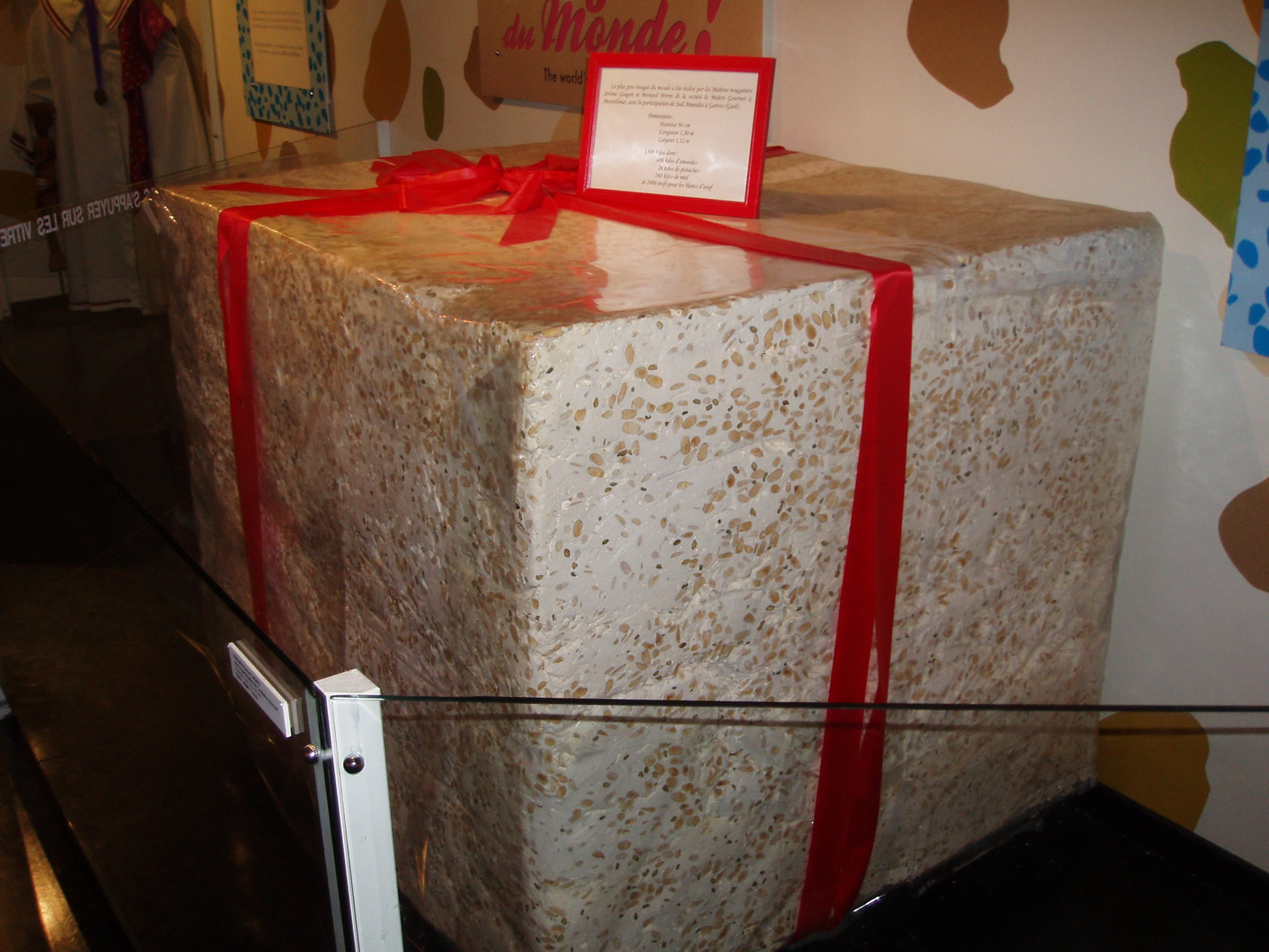
Plus gros nougat du monde
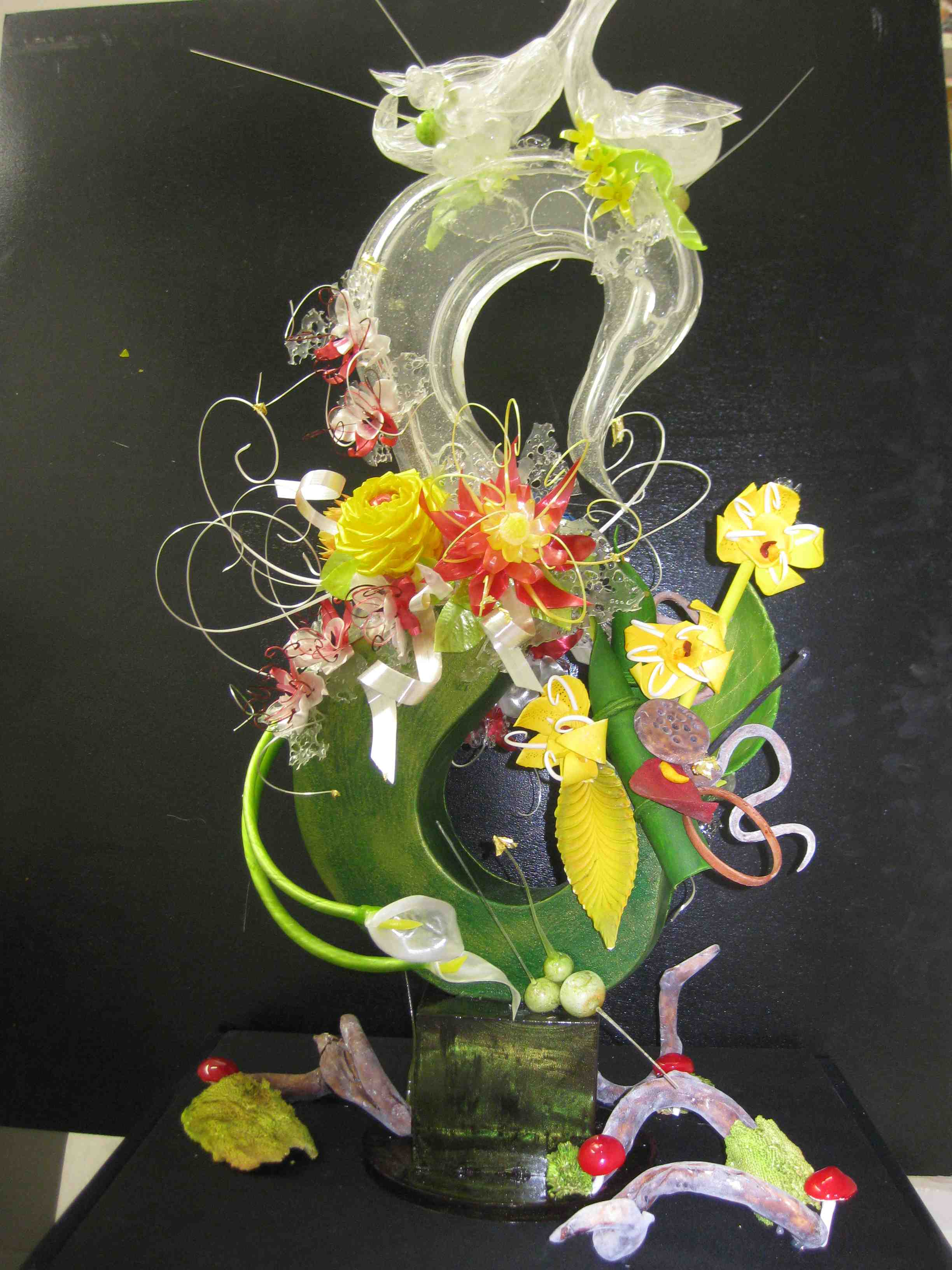
Pâtisserie en sucre filé

Le chef-d'œuvre, de dimensions variables, est jugé par les maîtres-compagnons. Parmi les chefs-d'œuvre les plus renommés, il y a le Berryer, que le compagnonnage offrit à l'avocat Pierre-Antoine Berryer, qui assuma la défense des compagnons arrêtés pour fait de grève en 1845. Il est visible au Musée de la Cayenne de la Fédération Compagnonnique, à Paris. 

Bois et dérivés
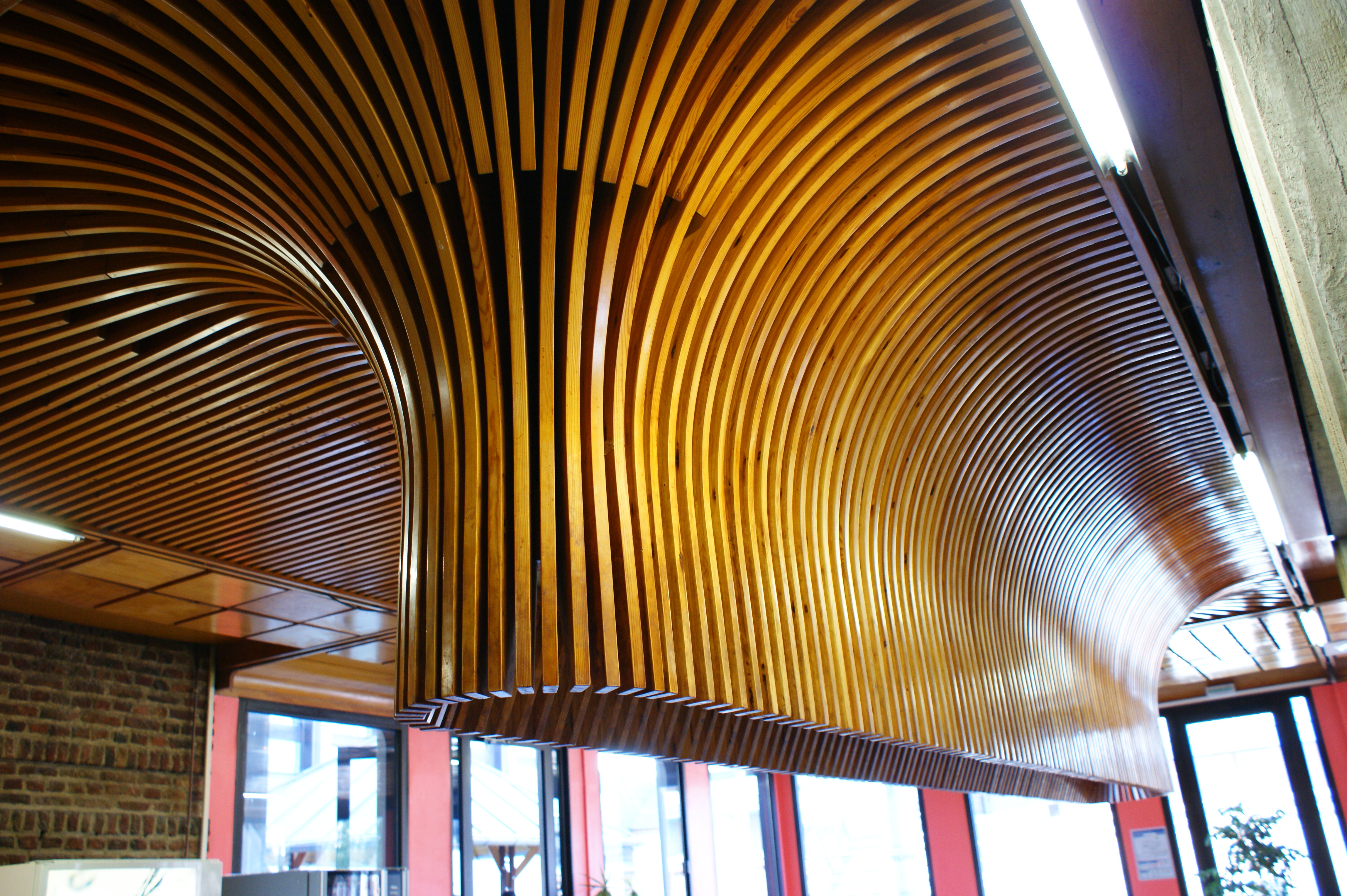
Lamellés-collés
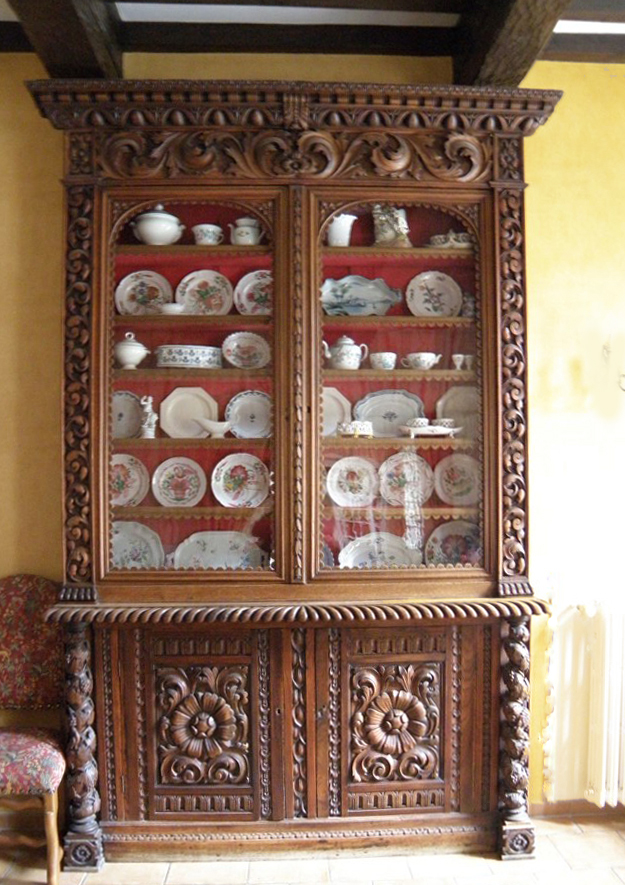
Vieux vaisselier du XIXe siècle
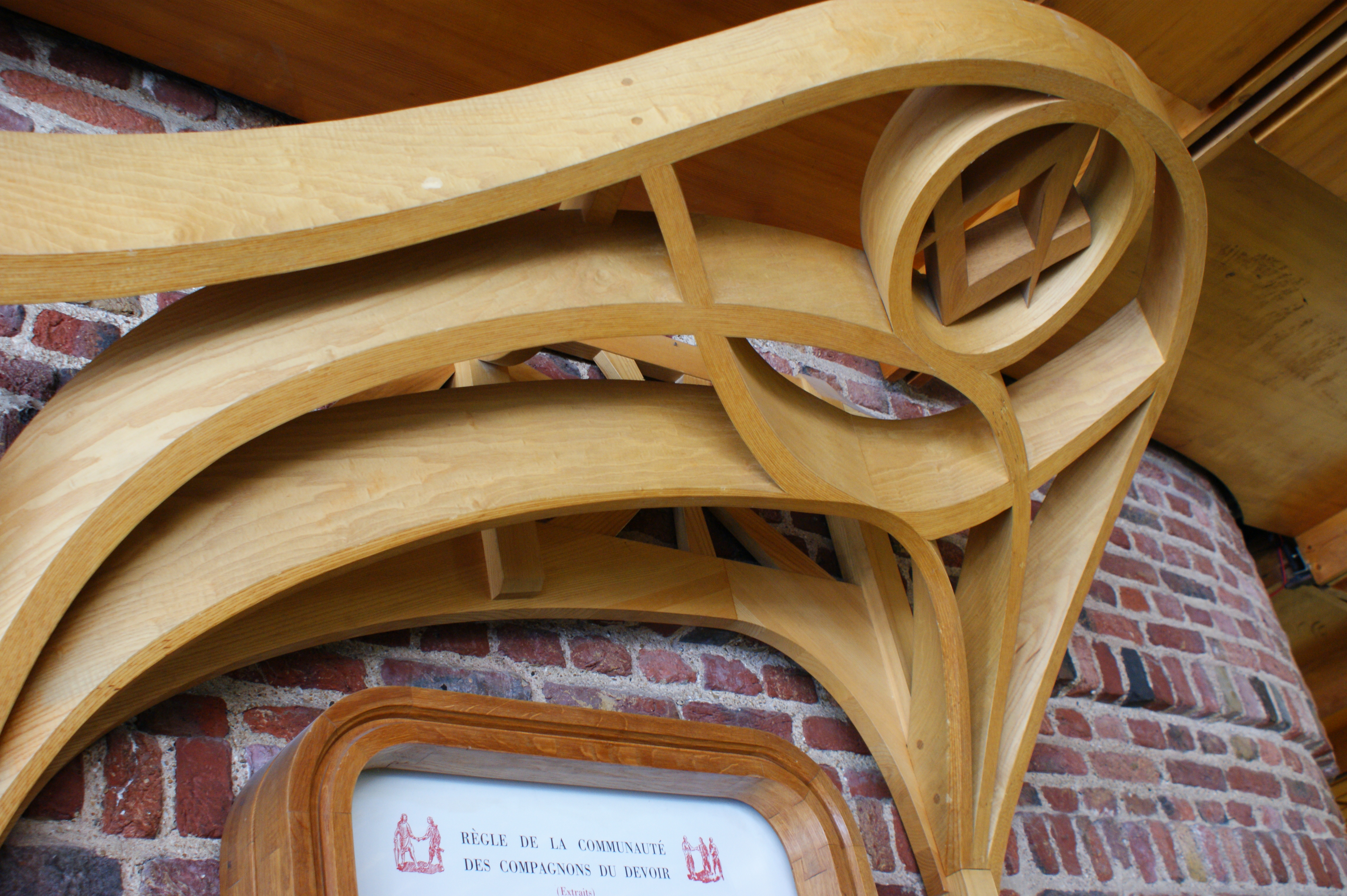
Volutes en bois

Outre celui de Paris, il existe des musées identiques qui présentent de nombreux chefs-d'œuvre à Avignon, Arras, Bordeaux, Limoges, Toulouse, Tours, Romanèche-Thorins, Troyes, Nantes, Fontenay-le-Comte et Villeneuve-d'Ascq.

Cuir et textile
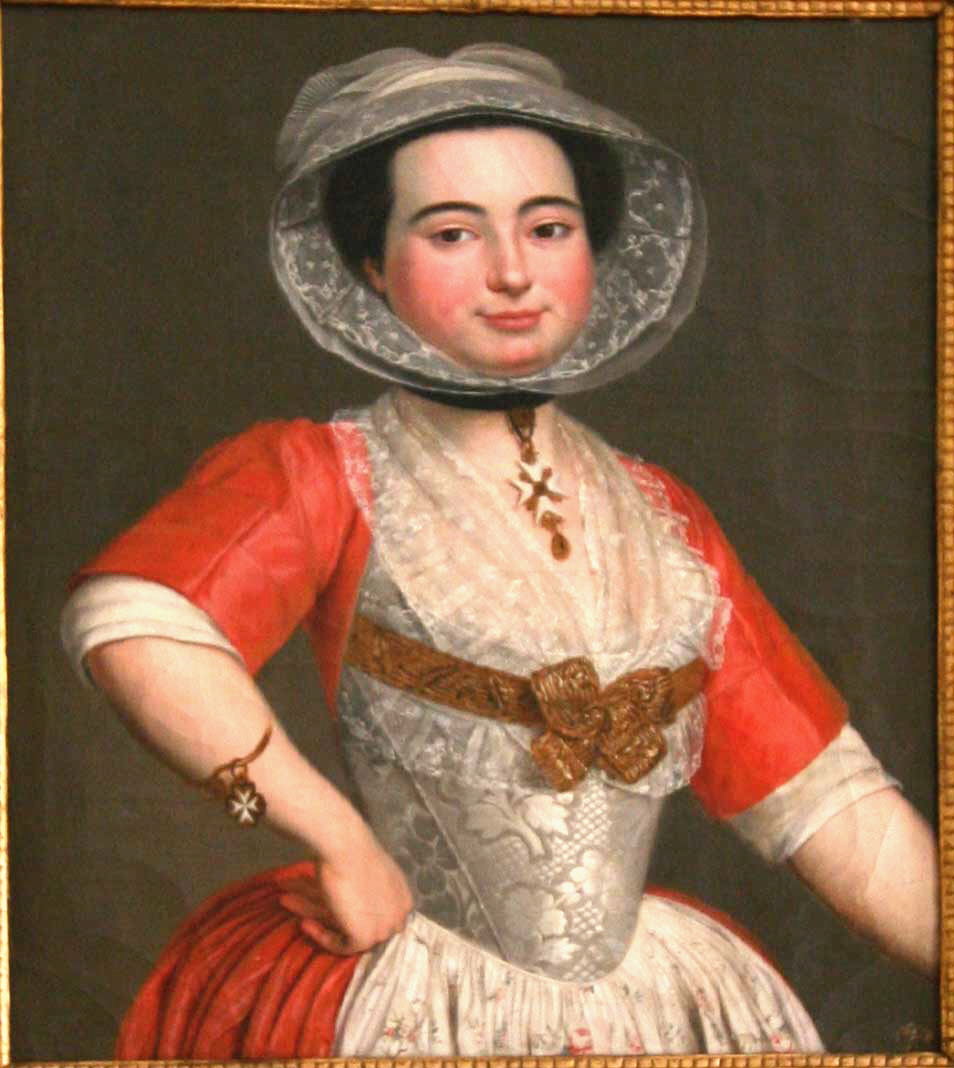
Arlésienne revêtue d'indiennes et de dentelles
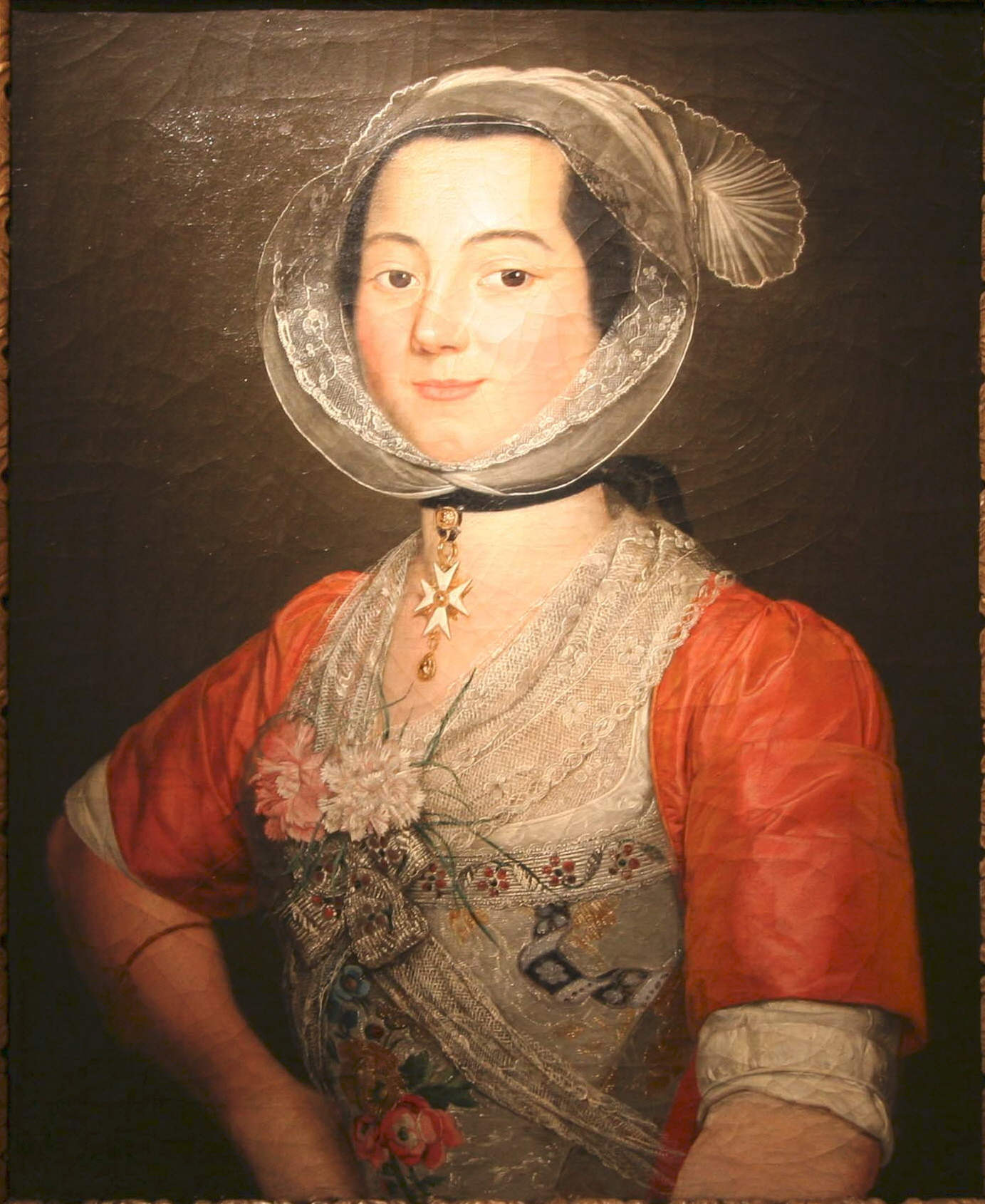
Arlésienne aux œillets

Nicolas Adell, dans son étude sur Chefs-d'œuvre inconnus des compagnons du tour de France, a expliqué : « Le chef-d’œuvre, l’ouvrage qu’il faut réaliser pour obtenir le titre de « compagnon du tour de France », est réputé manifester la très haute compétence technique de son exécutant. Et sans doute s’y joue-t-il, parfois, l’expression d’une certaine virtuosité technique ». Il insiste particulièrement sur un point en soulignant que l'essentiel est ailleurs. Chef-d'œuvre ou pas chef-d'œuvre, tous ceux qui aspirent au titre de compagnon sont déjà d'excellents professionnels à la compétence reconnue, y compris par leurs maîtres et il en conclut, en insistant sur l'aspect art de faire, art de vivre : « Aussi la réalisation du chef-d’œuvre vient-elle davantage rendre compte d'une manière de procéder, d'un style, d'une façon de vivre et d'agir son identité compagnonnique que d'un niveau technique. Plus que l'œuvre proprement dite, c'est l'ensemble du travail préparatoire et de la vie avant l’œuvre qui constituent le chef-d'œuvre à part entière et font l'objet essentiel de l’examen. »

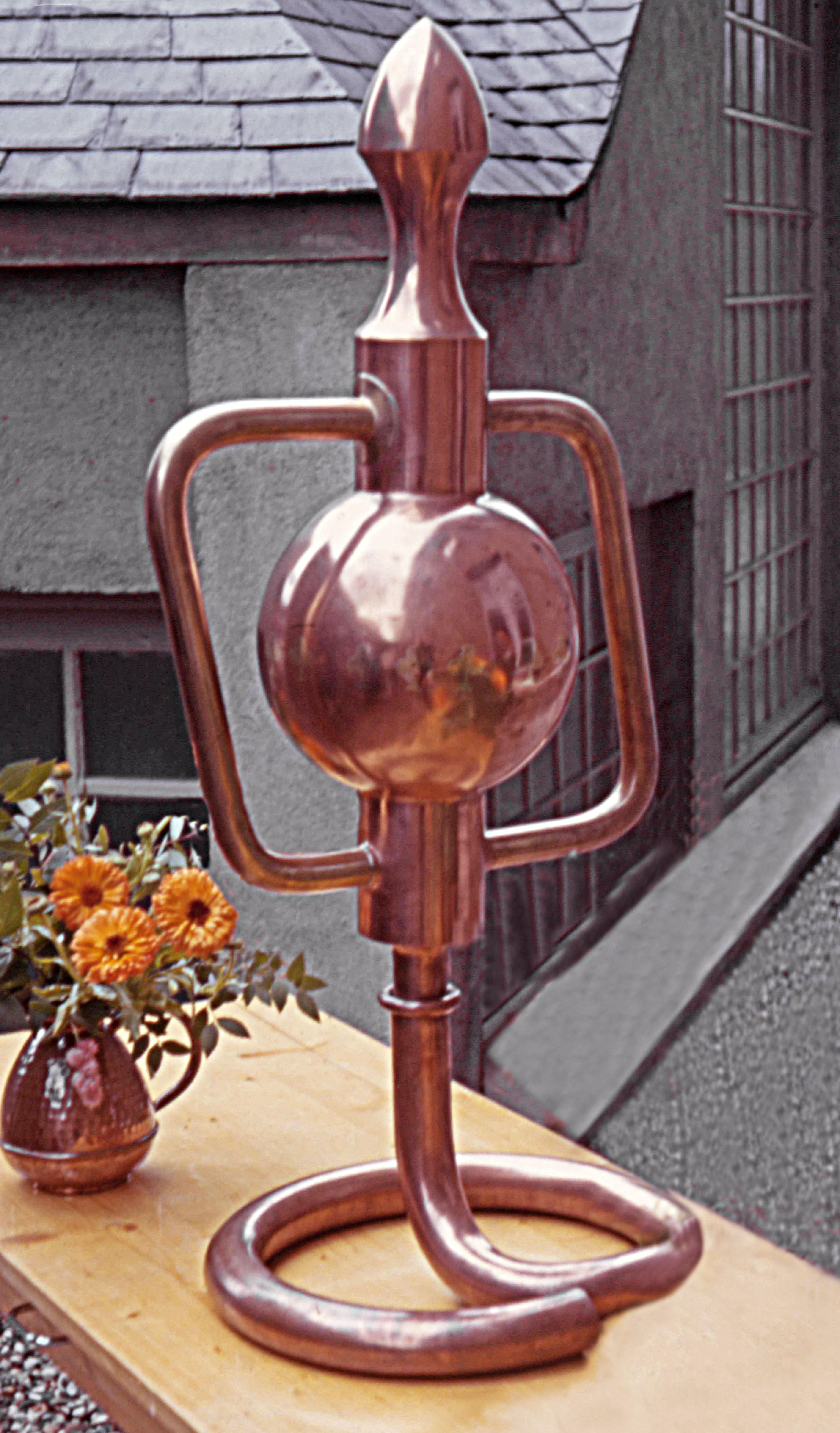
Chef-d'œuvre de Compagnon plombier.

Métaux et dérivés
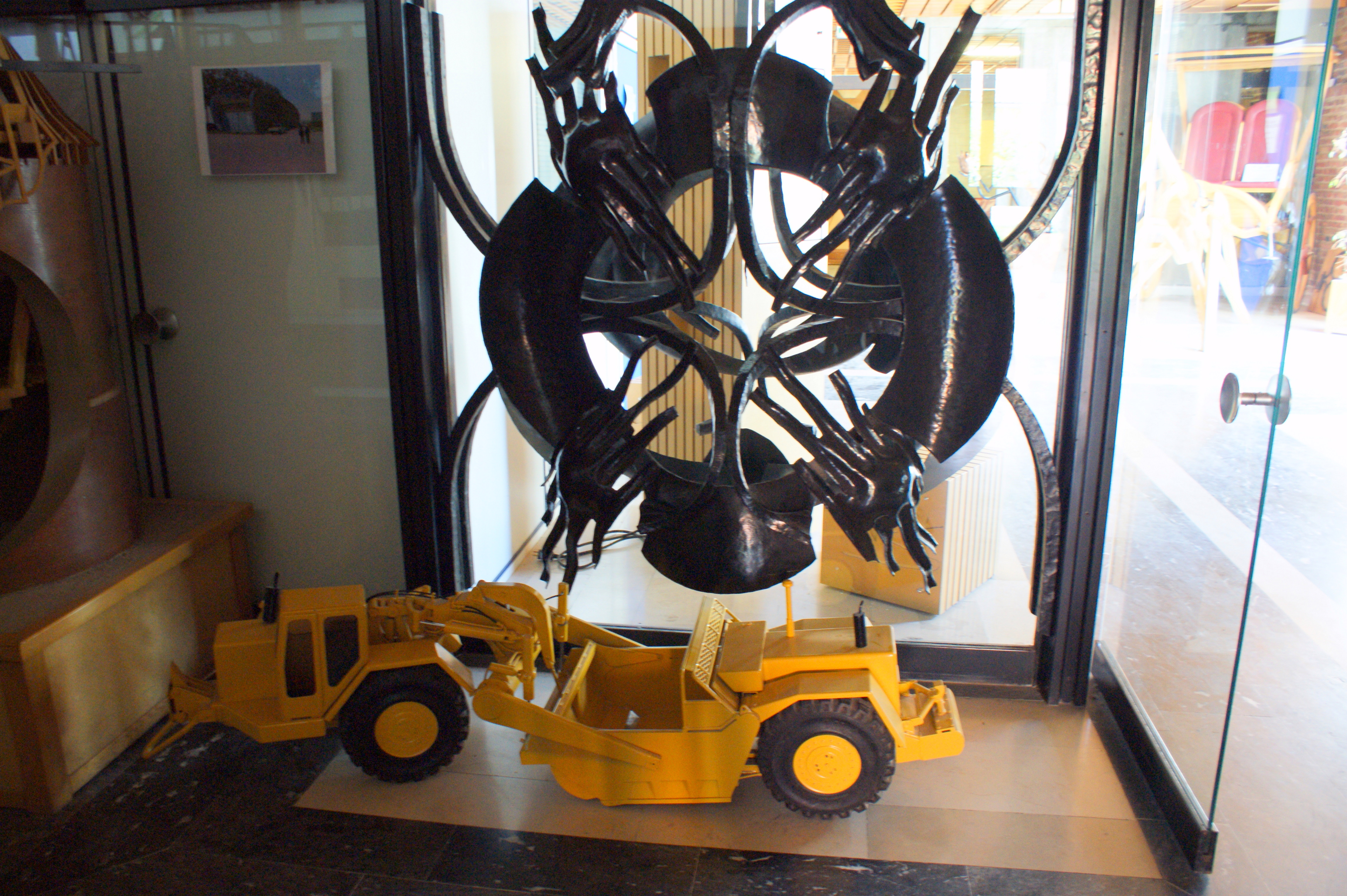
Porte en ferronnerie à Villeneuve-d'Ascq
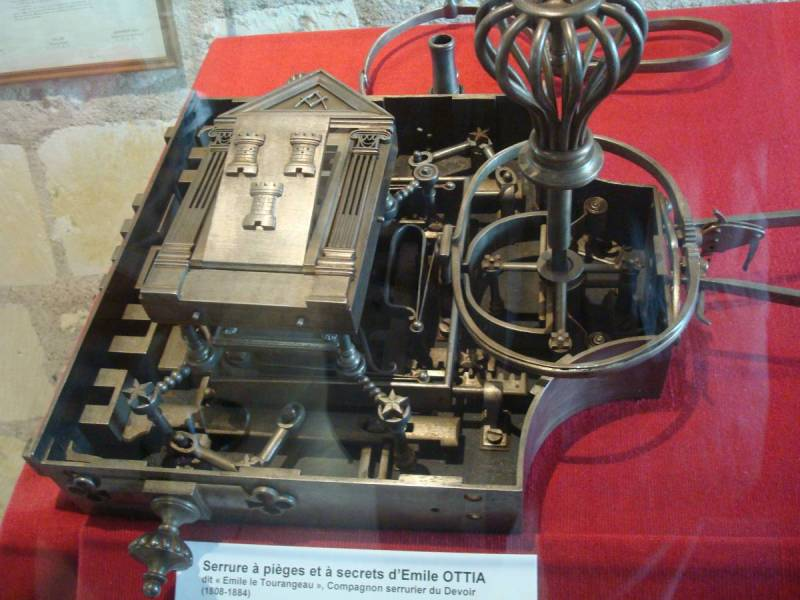
Serrure à secret (fin XVIIIe siècle)
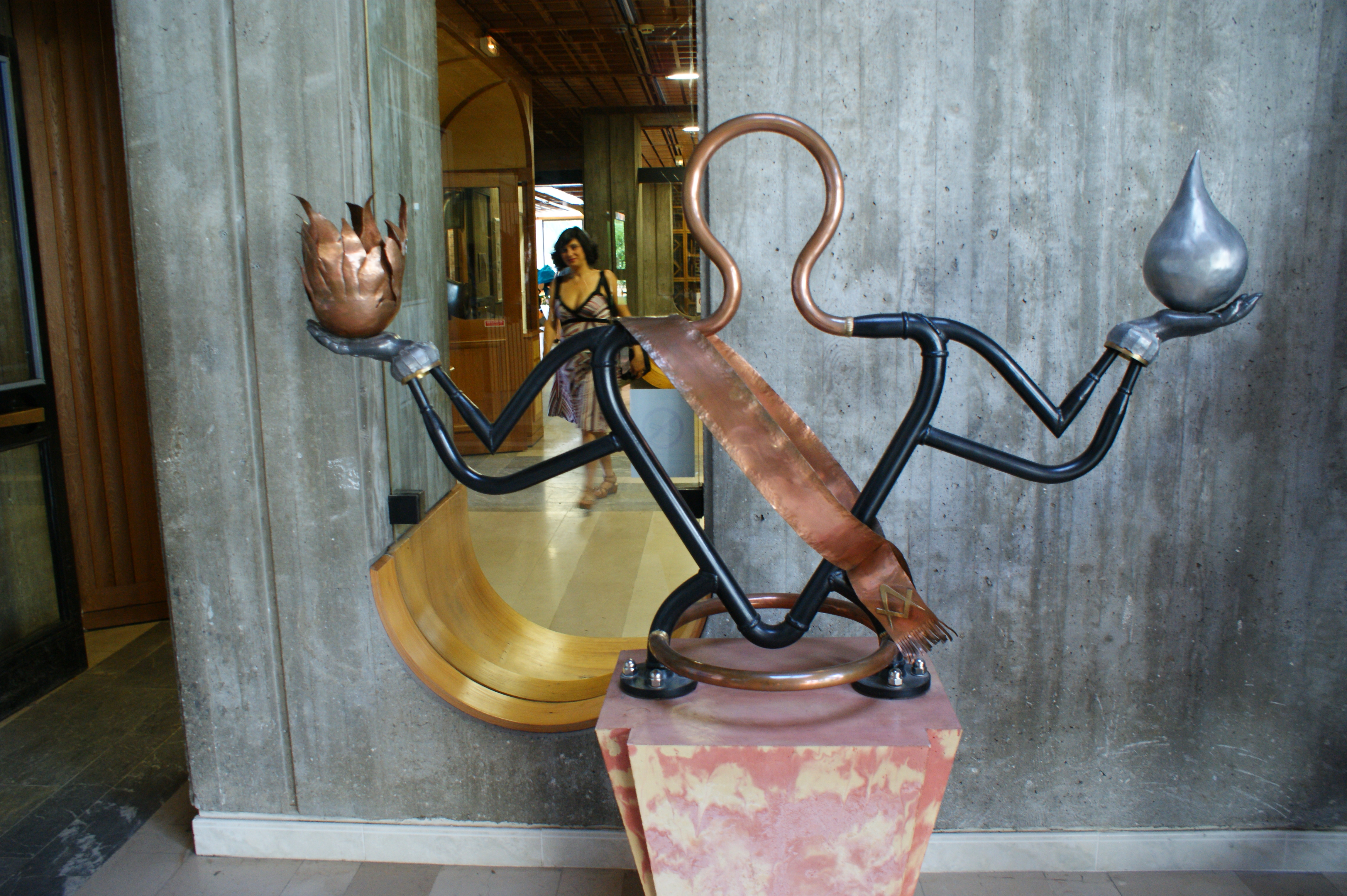
Sculpture tubulaire à Villeneuve-d'Ascq

Pierre et dérivés
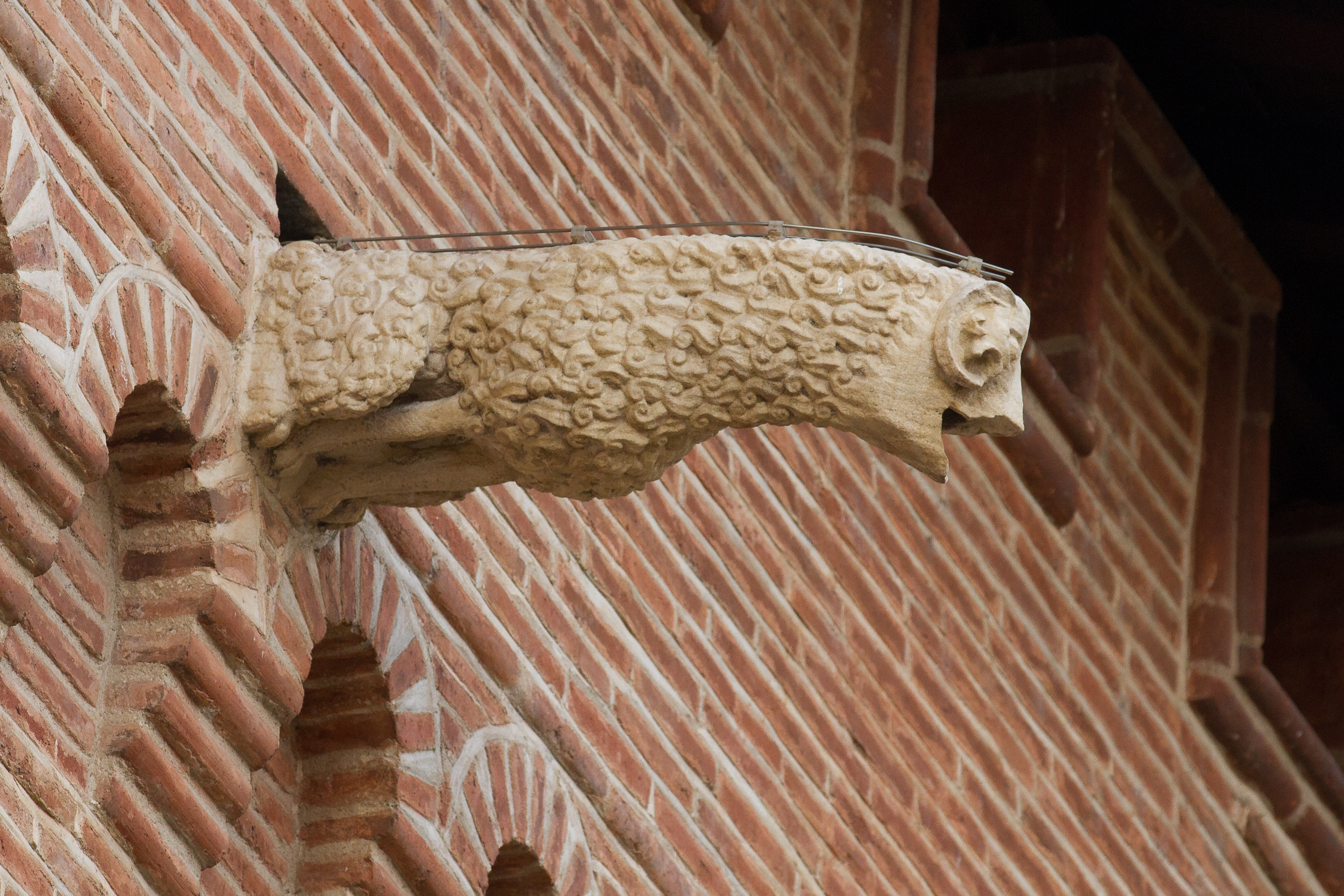
Gargouille restaurée à Toulouse
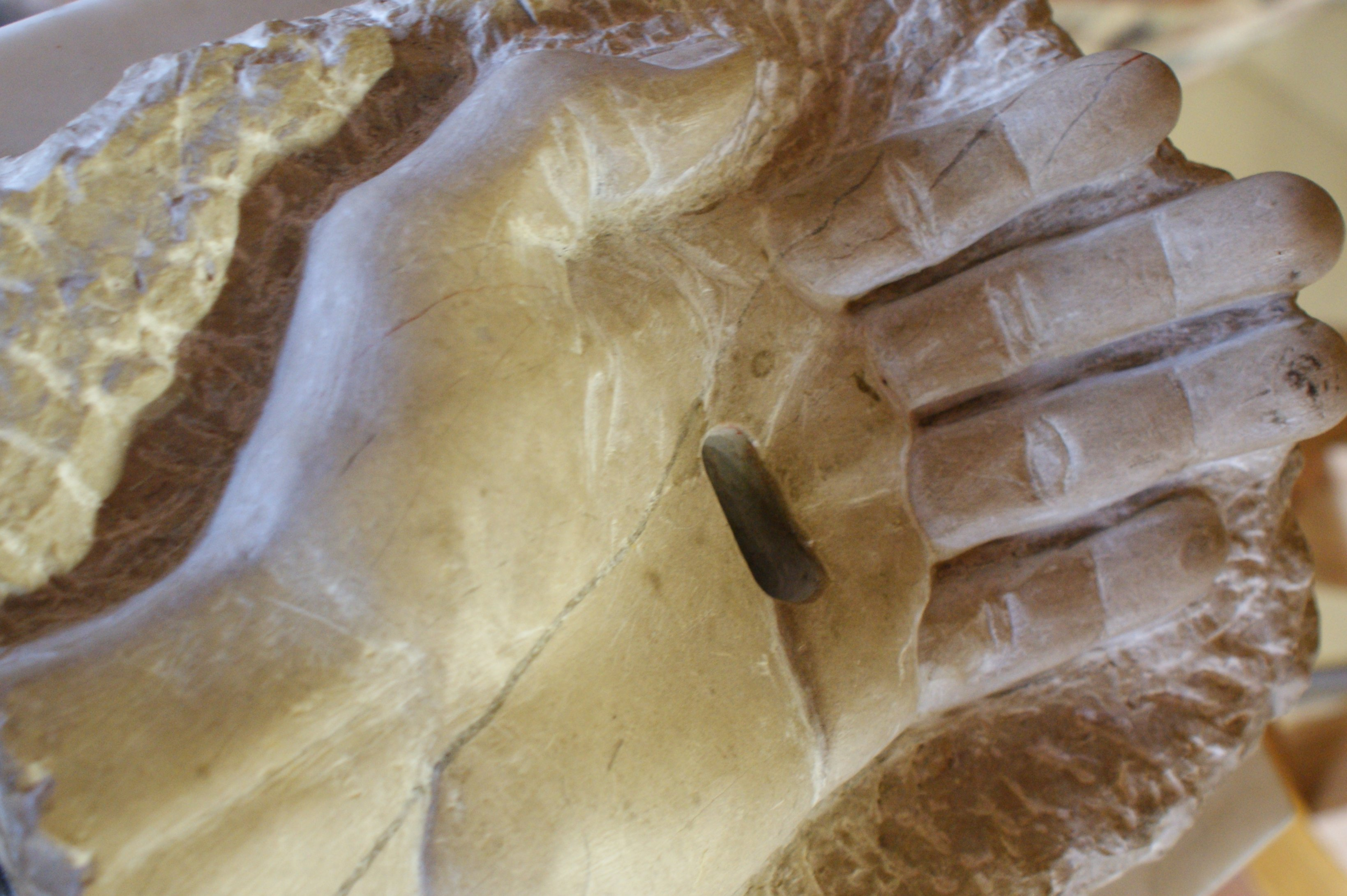
Main de crucifié à Villeneuve-d'Ascq
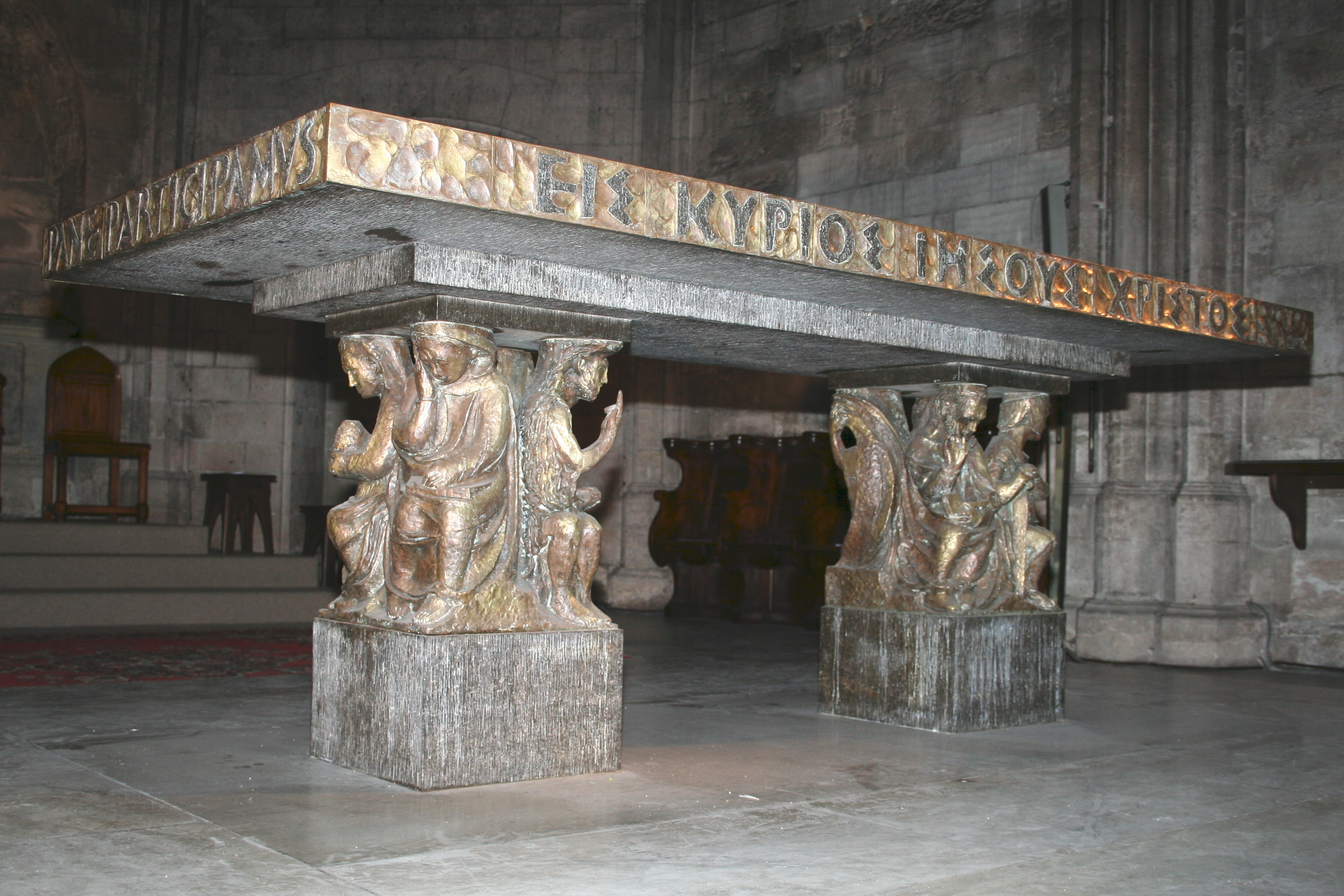
Maître autel de l'abbaye Saint-Victor de Marseille (1966)

## Chef-d'œuvre collectif

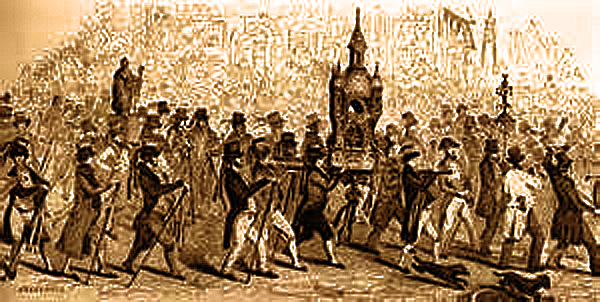
Défilé des chefs d'œuvre, Journal L'Illustration, novembre 1845

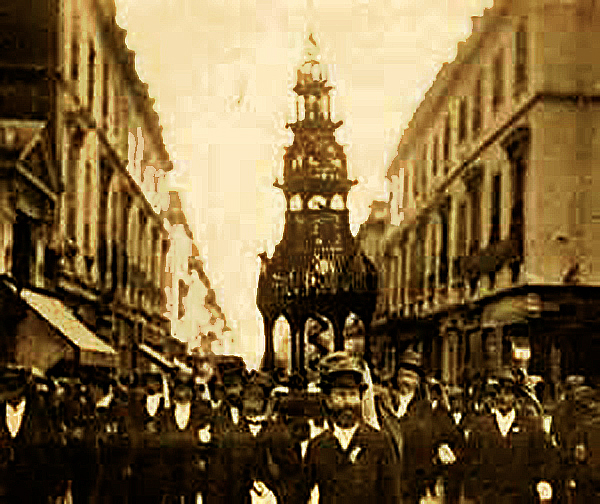
Compagnons charpentiers de Tours défilant en 1911

Les rixes, affrontements sanglants entre compagnons d'obédiences différentes, servaient à s'imposer dans une ville pour une longue durée - généralement entre 50 et 100 ans - et de récupérer tous ses chantiers. En 1730, il y eut une mémorable bataille dans la plaine de la Crau. Frédéric Mistral en fait état dans son poème Calandau. En 1825, la rixe de Tournus, entre compagnons du Devoir de Saint-Jacques et ceux de Salomon, fut extrêmement sanglante. Il fallut signer le 8 novembre, devant notaire, un traité qui stipulait que désormais ce serait un concours de chefs-d'œuvre qui départagerait les deux sociétés. Désormais les villes se jouèrent ainsi. Chaque société désignait ses champions de l'Art Royal pour réaliser le plus beau chef-d'œuvre désigné par un jury d'experts. Les perdants quittaient la ville. 
« Le grand chef-d’œuvre des compagnons passants charpentiers du Devoir de la ville de Tours a été construit en 1853. Les compagnons de cette époque appelaient ce type de chef-d’œuvre un baldaquin ou un volume. Réalisé collectivement, il faisait l'orgueil de la cayenne (siège) de la ville de Tours et était promené dans les rues de la ville lors du cortège de la fête de Saint-Joseph (19 mars). Ce type de grand chef-d'œuvre associe toutes les difficultés que l'on peut rencontrer dans le dessin (le trait) et l’assemblage des bois. ».